# Каїрська декларація
Каїрська декларація — публічна заява про цілі війни з Японією, оприлюднена 1 грудня 1943 року в Каїрі представниками США, Китаю та Великої Британії разом з відповідними військовими та дипломатичними радниками.

## Зміст
|  | Кілька військових місій домовились про майбутні військові операції проти Японії. Три великих союзники висловили свою рішучість чинити незмінний тиск на своїх жорстоких ворогів на морі, на суші й у повітрі. Цей тиск уже посилюється. Три великих союзники ведуть цю війну, щоб зупинити й покарати агресію Японії. Вони не прагнуть до жодних завоювань для самих себе та не мають жодних думок щодо територіальної експансії. Їхня мета полягає в тому, щоб позбавити Японію всіх островів у Тихому океані, які вона захопила чи окупувала від початку Першої світової війни 1914 року, й у тому, щоб усі території, що їх Японія відторгла у китайців, як, наприклад, Маньчжурія, Формоза й Пескадорські острови, були повернені Китайській Республіці. Японія буде також вигнана з усіх інших територій, які вона захопила силою та в результаті своєї жадібності. Вищезазначені три великі держави, пам’ятаючи про поневолений народ Кореї, вирішили, щоб у певний час Корея стала вільною та незалежною. Маючи на увазі такі цілі, три союзники, за згодою з тими з Об’єднаних націй, які перебувають у стані війни з Японією, будуть продовжувати вести серйозні та тривалі операції, необхідні для того, щоб забезпечити безумовну капітуляцію Японії. |